# 2019年7月臺灣
| << | 2019年7月 （民國108年） | >> |    |    |    |    |
| \| 日 \| 一 \| 二 \| 三 \| 四 \| 五 \| 六 \| \| \| 1 \| 2 \| 3 \| 4 \| 5 \| 6 \| \| 7 \| 8 \| 9 \| 10 \| 11 \| 12 \| 13 \| \| 14 \| 15 \| 16 \| 17 \| 18 \| 19 \| 20 \| \| 21 \| 22 \| 23 \| 24 \| 25 \| 26 \| 27 \| \| 28 \| 29 \| 30 \| 31 \| \| \| \| \| \| \| \| \| \| \| \| |                         |    |    |    |    |    |
| 臺灣新聞動態／維基新聞 |                         |    |    |    |    |    |
| 世界／中国大陆／臺灣 |                         |    |    |    |    |    |
| 日 | 一                      | 二 | 三 | 四 | 五 | 六 |
| | 1                       | 2  | 3  | 4  | 5  | 6  |
| 7 | 8                       | 9  | 10 | 11 | 12 | 13 |
| 14 | 15                      | 16 | 17 | 18 | 19 | 20 |
| 21 | 22                      | 23 | 24 | 25 | 26 | 27 |
| 28 | 29                      | 30 | 31 |    |    |    |
| |                         |    |    |    |    |    |

## 7月1日
- 雙北的公車收費模式改成上下車皆須刷卡，正式進入巨量資料時代。

## 7月3日
- 內政部警政署鐵路警察局高雄分局嘉義派出所員警李承翰登上自強號列車處理一名情緒不穩定男子，男子刺傷李承翰，李承翰傷重不治，造成刺警命案事件[1][2][3][4]。
- 立法院臨時會今日三讀通過「《兩岸人民關係條例》部分條文修正案」，條文明定曾任國防、外交、大陸事務或國安機關之政務副首長、少將以上人員或情報機關首長，不得參與中國黨政軍或具政治性機關團體舉辦的慶典或活動，而做出「妨害國家尊嚴」行為，違者最重將可剝奪其月退俸。根據三讀條文定義，所謂的「妨害國家尊嚴」，是指向象徵中共政權的旗、徽、歌行禮或唱頌或其他類似行為。如果違反規定，原服務機關可停止當事人領受50%到100%月退俸5年，並追繳註銷獎章、勳章、執照及證書，情節重大者更得剝奪其月退俸，並追回已支領的金額；未領取月退俸者，則由原服務機關處200萬到1000萬元以下罰鍰。民進黨立院黨團總召柯建銘宣示「國安五法」已完成最後一塊拼圖，將成為國家戰略思維最後的支撐點。[5][6]

## 7月5日
- 2019年拿坡里世界大學運動會體操團體決賽中，台灣男子體操隊由李智凱、唐嘉鴻兩名亞運金牌名將搭配徐秉謙，3人共拿到167.400分，僅次於強敵日本的172.850分，勝過俄羅斯、南韓等傳統強隊，隊史首面銀牌到手，寫下歷史新頁。[7]

## 7月6日
- 歷經17天的長榮航空空服員罷工事件，在今日長榮航空與桃園市空服員職業工會簽定團體協約，長榮航空總經理孫嘉明、董事長林寶水與勞動部長許銘春均出席。雙方達成共識，包含和平協議、國內線不罷工、增加飛安服勤獎金、桃空職工3年不能再次罷工等，空服員罷工將於10日凌晨零時結束。宣告罷工事件落幕。[8][9]

## 7月7日
- 中華職棒中信兄弟隊彭政閔在今日與富邦悍將隊於新莊棒球場交手的比賽中，在2局上首打席敲出中外野方向安打，完成個人中職生涯2000安里程碑。成為中職第2位擊出生涯2000安的球員，生涯安打數僅次於張泰山的2134支。[10][11]

- 網路上出現行政院長蘇貞昌出席殉職警員李承翰告別式的造謠影片，並指稱蘇貞昌不情不願、簽到時刻意摔筆。今日行政院表示，實際上影片為蘇貞昌出席某屏東鄉親告別式的畫面，並非李承翰告別式。蘇貞昌簽名後的些微擲筆動作，是出自小時候家鄉習俗，喪禮上簽名後擲筆，代表不希望這種憾事再發生，如同現在都還有送毛巾表示斷根，弔喪不送客，不說再見等習俗。警政署說，蘇貞昌對勇警李承翰一案表示無比哀傷，也非常重視相關撫恤及後事辦理作為，蘇貞昌目前尚未安排前去悼祭，竟遭有心人士移花接木、惡意詆毀，對此深表遺憾，也呼籲各界勿再以訛傳訛，混淆視聽。[12][13][14]

- 2019年拿坡里世界大學運動會，台灣代表隊王星皓今日在男子200公尺混合式決賽，以1分59秒87締造全國新記錄，並拿下銅牌，成為台灣在世大運池畔奪牌的第1人。[15]

- 2019年拿坡里世界大學運動會今日競技體操單項決賽，上屆台北世大運鞍馬摘下金牌的李智凱，在決賽中以湯瑪士迴旋拿下15.400分，順利摘下金牌，完成鞍馬二連霸。[16]

- 2019年拿坡里世界大學運動會今日競技體操單項決賽，稍早在吊環僅拿下第8名的唐嘉鴻，於單槓項目，以14.700分摘金，力退哈薩克等好手，拿下台灣代表隊史上首面世大運單槓金牌。[17]

## 7月8日
- 高雄市長韓國瑜日前接受媒體專訪時表示，台灣的兵制合理規劃應為「徵、募兵並行」。對此國防部今日表示，國軍現行制度就是「徵募並行」，並非全募兵制，且徵兵制遵《中華民國憲法》規範未予廢除。[18][19]

## 7月9日

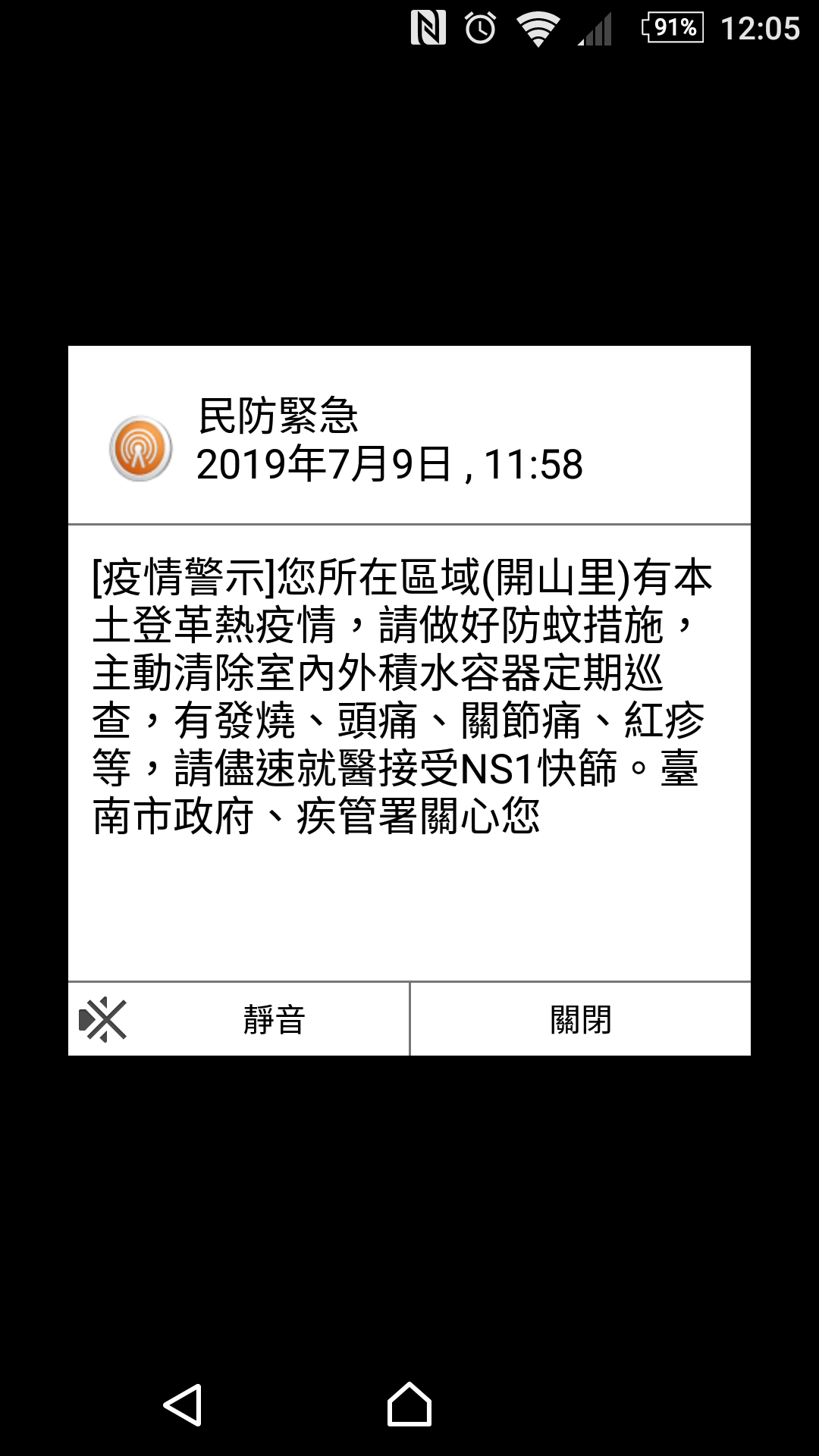
臺南市中西區開山里登革熱疫情警示簡訊

- 今日「所在區域（開山里）有本土登革熱疫情」登革熱疫情警示通知驚動全台。行政院災害防救辦公室副主任王怡文指出，此次事件在區域範圍選項上出問題，原本疾管署要發送的訊息範圍，是以台南市開山里為圓心的 386「公尺」內，但發送範圍卻變成 386「公里」內，而造成全台都收到[20]。中國時報網站報導，這起烏龍警訊，讓疾管署損失新台幣1000萬元的發訊費用。疾管署副署長莊人祥向民眾道歉，出錯與系統程式出錯有關，正進行除錯；並表示，這是電信業者配合政府發送服務，且為免費，誤發沒有浪費公帑的問題。[21][22]

- 美國國務院今天宣布批准2項對臺軍售，並由美國國防部正式通知美國國會，並將軍售案送交美國國會，現在正等待美國國會批准出售[23][24]。這2項軍售M1A2T艾布蘭戰車以及可攜式刺針防空飛彈與相關設備與支援，總額超過22億美元。[25]

## 7月10日
- 調查局今日表示，高雄市調查處副處長顏正義轉傳行政院長蘇貞昌摔筆影片、同婚立法等2假訊息，斲傷調查局形象，已將顏正義調任非主管職務，並將儘速召開考績會懲處。顏正義7日晚間將摔筆影片轉傳到調查班群組，遭人檢舉，調查局督察處介入調查。顏正義則解釋是提醒群組成員這是假消息，不要轉傳，但來不及打上警語就被截圖扭曲。媒體再報顏正義曾經在群組轉傳「想像不到同婚立法，後面有這麼大的商機」，內容提及「把現金留給蔡英文！把愛滋病留給台灣人」等訊息。12日則有高雄市前里長莊訓貴要求以「內亂罪」懲處顏正義，並到高雄市調查處靜坐表示抗議。[26][27]

## 7月11日
- 2019年拿坡里世界大學運動會男子200公尺準決賽中，「台灣最速男」楊俊瀚在過彎道時就開始減速，以23秒37意外成最後通過終點線的選手；接續出賽的短跑新星魏泰陞則跑出21秒08的分組第4，無緣決賽。[28]

- 總統蔡英文今日展開加勒比海友邦訪問，於中午12時啟程。前往海地、聖克里斯多福及尼維斯、聖文森國及聖露西亞等四個加勒比海邦交國家，展開12天11夜的「自由民主永續之旅」。[29][30]

- 總統蔡英文展開加勒比海友邦訪問，首日過境美國紐約，於美東時間7月11日下午（臺北時間12日凌晨）抵達甘迺迪國際機場。出席與友邦駐聯合國常任代表的歡迎酒會。這不僅是中華民國總統首次在紐約與友邦聯合國常任代表會見，會見地點選在駐紐約臺北經濟文化辦事處，也創下總統在台灣的駐美館處進行公開活動首例。過去，前總統陳水扁、前總統馬英九都曾於出訪期間過境紐約，但當時仍有許多限制，例如避免公開活動，或限制採訪等。[31][32][33][34][35]

## 7月12日
- 中國大陸的武漢大學新近錄取的台籍交換研究生柯筌耀，11日遭大陸網民舉報他曾在臉書多次發表「精日」、「台獨」言論。武大今天宣佈，將根據調查結果，依法依規進行處置。對此柯表示，對於大陸有人來查他的言論，而且還有只限好友瀏覽的文章截圖，感嘆「沒辦法」。其是參加母校國立台灣師範大學與武漢大學的研究生交換計畫，師大校方也正就此事開會討論[36]。據表示柯已向校方表達不去武大的決定[37]。

- 蔡英文總統「自由民主永續之旅」在美國紐約過境美東時間12日下午（臺北時間13日凌晨）前往哥倫比亞大學，與哥倫比亞大學教授Andrew Nathan等學者及相關領域學生閉門對談，蔡總統會中以英文致詞，談及台灣民主的重要性及假訊息及滲透戰威脅，也於談話中聲援香港。[38][39][40]

## 7月13日
- 蔡英文總統「自由民主永續之旅」在美國第二天晚上，與紐約主流和僑界人士舉行晚宴，並在晚宴前的貴賓酒會，與美國參眾兩院跨黨派議員互動。當天中午美國眾議院才剛剛通過〈2020年國防授權法案〉，支持對台軍售，並強化美台軍事交流，只等美國總統川普簽字立即生效。[41]

## 7月14日
- 蔡英文總統「自由民主永續之旅」於當地時間13日下午（臺北時間14日凌晨）抵達海地共和國太子港國際機場，海地總統摩伊士(Jovenel Moïse)在海地太子港國際機場歡迎。在海地太子港國際機場歡迎儀式結束後，前往海地先賢祠獻花，出席海地台灣商品展開幕典禮。蔡總統致詞表示，台灣和海地正在推動強化海地電網系統計畫，等到海地國會審議通過後，就可以動工，相信能為海地人民帶來更好的生活，也象徵台海合作邁向新的里程碑。海地總統摩伊士致詞向蔡總統喊話表示，目前兩國關係，是要著重在台灣資金直接投資在海地，因為海地在地緣戰略上享有非常重要的地位。[42][43][44]
- 蔡英文總統「自由民主永續之旅」於當地時間13日下午（臺北時間14日凌晨）會晤摩伊士總統（Jovenel Moïse）並與海國官員進行雙邊會談，就彼此共同關切議題廣泛交換意見。[45]
- 蔡英文總統「自由民主永續之旅」於當地時間13日晚間（臺北時間14日上午）結束在海地的訪問行程，轉往聖克里斯多福及尼維斯。訪團經過將近2個小時的飛行，抵達該國RLB國際機場。專機停妥後，中華民國駐聖克里斯多福及尼維斯大使李志強及克國大禮官芭絲（Kaye Bass）外次登機迎接總統，哈里斯(Timothy Harris)總理則於機梯前親迎。[46]
- 蔡英文總統於當地時間14日上午前往克國尼維斯島，出席平尼斯海岸海岸景觀公園（Pinneys Beach）動土典禮。克國是由聖啟坎及尼維斯兩島構成，蔡總統則是第一位踏上尼維斯島的中華民國總統。[47][48]

## 7月15日
- 2019年拿坡里世界大學運動會閉幕，本屆中華隊派出131名運動員、參與13種競賽，台灣累計拿下9金、13銀、10銅，在118個參賽國中排名第7，寫下境外世大運參賽最佳成績。[49][50]

## 7月16日
- 英國金融時報駐臺記者席佳琳一篇題為「臺灣總統大選初選凸顯對於中國影響媒體的恐懼」的報導，直指中國時報、中天電視和中視等新聞媒體成為中國共產黨的喉舌，介入2020年中華民國總統選舉。且國臺辦人員每天都會來電，對報導兩岸關係和中國議題的切入角度，以及頭版新聞的選擇有話語權。[51]

## 7月17日
- 蔡英文總統「自由民主永續之旅」在當地時間16日上午（臺北時間16日晚間）結束在聖克里斯多福及尼維斯的訪問行程，轉往聖文森國。抵達聖國Argyle國際機場。駐聖文森大使何震寰登機迎接總統，聖國代理總督朵根(Susan Dougan)及龔薩福(Ralph Gonsalves)總理於機梯前親迎。蔡總統於當地時間16日下午（臺北時間17日上午）在聖文森國會發表演說，感謝聖國長期支持臺灣的國際參與，並盼共同創造永續發展合作典範，為後代子孫創造更美好的世界。[52][53]

- 蔡英文總統「自由民主永續之旅」在聖文森的訪問行程，轉往聖露西亞。當地時間17日上午（臺北時間17日晚間）抵達該國Hewanorra國際機場。受駐聖露西亞大使沈正宗迎接，聖露西亞總理查士納(Allen Chastanet) 於機梯前親迎。結束機場歡迎儀式後，前往出席聖茱德醫院整建計畫工程動工典禮。[54][55]

## 7月20日
- 蔡英文總統「自由民主永續之旅」於19日上午（臺北時間19日晚間）結束在聖露西亞的訪問行程，返程過境美國丹佛。於當地時間下午（臺北時間20日上午）抵達丹佛國際機場。受駐美代表處大使高碩泰及美國在台協會主席莫健登機歡迎總統下機。隔日上午（台北時間20日晚間）在美國聯邦參議員賈德納（Cory Gardner）及AIT主席莫健陪同下（Cory Gardner）參訪美國國家大氣中心（NCAR）及所屬的地球觀測實驗室，實地了解臺美氣象合作情形，也參觀了福衛三號、福衛七號的展區。蔡總統成為繼1990年英國柴契爾夫人造訪後第二位造訪的外國元首。[56][57][58]

## 7月21日
- 網路上出現有人拿去年0823臺南及高雄淹水的照片，指稱臺南淹水，引起網友熱議。臺南市政府新聞處今天下午表示，市府警察局已依市長黃偉哲要求查出何人所為，目前交由南市刑大依法偵辦，市府將依災防法第41條提告，加以嚴懲。南市警方已查出張貼假照片的羅姓民眾身份。市府表示，有關羅姓民眾的行為，警方已蒐集並節錄相關事證，造謠者真實年籍身分業已掌握。經審酌相關事證，本案違反災害防救法第41條第2項「明知為有關災害之不實訊息而…通報者，科新台幣30萬元以上以上50萬元以下罰金」及社會秩序維護法第63條「散佈謠言，足以影響公共之安寧」明確，將於明日（22日）通知羅姓涉案人到案說明。[59][60]

## 7月27日
- 雲門舞集藝術總監林懷民退休前最後一次率團戶外公演，吸引了近5萬名觀眾到國家兩廳院廣場欣賞演出。[61][62]

## 7月31日
- 因應2020年中華民國總統選舉考量，中華人民共和國文化和旅遊部公告，自8月1日起暫停民眾赴臺灣個人遊，通行證也全面暫停核發。[63]